# Kerfloss
Der Begriff Kerfloss (auch kerf-loss von engl. carve (einschneiden), loss (Verlust)) stammt aus der Werkstofftechnik und bezeichnet den Sägeverlust beim Drahtsägen, dem Durchtrennen von Werkstoffen mittels dünner Metalldrähte (meist zum Herstellen von Wafern).

## Zahlen und Fakten
Ziel ist es, den Werkstoff mit einem möglichst geringen Kerfloss zu durchtrennen. Dabei wird mit dem Begriff Kerf die Breite des Sägekanals beschrieben, die bestimmt wird durch den Durchmesser des Drahts, der Vibration des Drahts und durch die Größenverteilung der Werkstoffpartikel.
Heute üblich ist ein Kerfloss zwischen 120 und 160 Mikrometer pro Scheibe von 180 Mikrometer Dicke. Industrielle Maschinen bewegen heute die Drähte mit Geschwindigkeiten zwischen 10 und 20 m/s. In einem normalen Schneideprozess wird daher zwischen 300 und 500 km Draht verwendet. Die Drähte werden dabei nur einmal verwendet. Je nach Werkstoff durchtrennt man etwa 0,3 bis 0,5 mm pro Minute. Die Barren ("Ingots"), die dabei in Scheiben geschnitten werden, haben beispielsweise eine Größe von 15,6 × 15,6 cm.

## Forschung im Verbund
Im Verbundprojekt „Kerfloss“ sollen Hochleistungssägen entwickelt werden, mit denen der Sägeverlust um 50 % reduziert werden kann. Beteiligte Firmen sind: Deutsche Solar AG, PV Silicon AG, ASI Industries, die Fraunhofer-Institute für Werkstoffmechanik (IWM) und Solare Energiesysteme (ISE) sowie das Betriebsforschungsinstitut VDEh-Institut für angewandte Forschung (BFI/VDEh). Das Projekt startete 2006. Bis 2008 konnte nachgewiesen werden, dass Schneidedrähte mit Dicken von nur 100 Mikrometern oder gar nur 80 Mikrometern industriell machbar sind, was den Kerfloss auf bis zu 108 Mikrometer reduzieren würde. Der BMUB förderte das Projekt mit 1,7 Mio. Euro.